# 尹仁完
尹 仁完は、大韓民国出身の漫画作家でありYLABの創設者でもある。現LINEマンガのCCO。O型。
９０年代に韓国人作家初の日本国内マンガ雑誌『週刊少年サンデー』にて「DEFENSE DEVIL」連載をするなど日本での作家経験もあり、２０１０年には韓国でYLABを設立。その後YLABJAPAN設立。YLABでは人気web漫画作品『偽装不倫』の制作を手掛けるなど数々の実績がある。NETFLIXの大ヒット韓国ドラマ「キングダム」の原作である「神の国」の企画者でもある。
YLABでの功績が称えられ２０２０年からLINEマンガのCCOに就任。
韓国での取材では
「日本での作家経験と韓国でのウェブトゥーン制作者の経験を活かし、更なるLINEマンガの成長に貢献したい。」と意気込みを語った。
漫画雑誌『週刊少年チャンプ』にて「deja-vu」で原作者デビュー。1990年代末に活動の拠点を韓国（仁川）から日本に移す。2004年に『新暗行御史』（月刊サンデージェネックス連載）が日韓合同制作により劇場版アニメ化された。

## 学歴
・慶応義塾大学大学院メディアデザイン学科　博士修士課程修了

## 経歴
・2020～現　LINEマンガ　CCO
・2011～2015　韓国外国語大学　日本語学部　兼任教授
・2008　東京大学大学院情報学館　客員教授

## 詳細
趣味は、テレビゲームとネットサーフィン。 すでに解散したがS.E.S.が大好きで、とくにユジンの大ファン。
キムチが苦手。

## 作品リスト

### 連載
- アイランド（作画：梁慶一、ヤングチャンプ、デウォンCI）
- 新暗行御史（作画：梁慶一、月刊サンデージェネックス 2001年4月号 - 2007年9月号、小学館）
- Let's BIBLE!（作画：梁慶一、ヤングガンガン 2008年10号 - 2008年13号、スクウェア・エニックス）
- BURNING HELL（作画：梁慶一、ビッグコミックスピリッツ 2008年29号 - 2008年33号、短期集中連載、小学館）
- DEFENSE DEVIL（作画：梁慶一、週刊少年サンデー 2009年19号 - 2011年28号、小学館）
- WESTWOOD VIBRATO（作画：金宣希、月刊サンデージェネックス 2010年5月号 - 2012年3月号、小学館）
- STAR DRIVER 輝きのタクト（脚本担当、原作：BONES、作画：KEY、ヤングガンガン 2010年18号 - 2011年24号、スクウェア・エニックス）※Youn Story lab名義
- 私の夜はあなたの昼より美しい（作画：BOHA、グランドジャンプ 2011年創刊号 - 2012年創刊13号、グランドジャンプWEB2012年7月25日更新分 - 同年9月26日更新分、集英社）※YLAB名義
- 深淵の空～DISTANT SKY（作画：金宣希 2014年～ NAVER WEBTOON連載、2021年４月14日～LINEマンガにて連載開始）
- BURNING HELL 神の国（作画：梁慶一、2015年5月発売、小学館）
- スーパーストリング-異世界見聞録-（作画：Boichi、週刊少年サンデー 2023年21号[2] - 2024年15号、小学館）

### 読切
- THE FOOLS（画：梁慶一、別冊ヤングサンデー 2000年1月16日号、小学館）
- 新暗行御史（画：梁慶一、月刊サンデージェネックス 2000年10月号、小学館）
- Let's BIBLE!（画：梁慶一、ヤングガンガン 2005年24号・2006年1号、スクウェア・エニックス）
- JUNGLE JUICE!（画：梁慶一、週刊少年サンデー 2007年14号、小学館）
- 悪魔弁護士クカバラ（画：梁慶一、週刊少年サンデー 2008年7号、小学館）※少年サンデー特別増刊R2008年8月24日号に再録

### 企画
- NETFLIX韓国ドラマ　「キングダム」の原作漫画である「神の国」　企画

### アンソロジー
- deja-vu（画：梁慶一・尹勝基・朴晟佑・金泰亨、週刊少年チャンプ、デウォンCI）

脚注
1. 1 2  GX作家＆作品紹介：尹仁完＋梁慶一 Archived 2008年7月4日, at the Wayback Machine.
2. ↑  “スーパーストリング：「Dr.STONE」Boichi×尹仁完の新連載　「サンデー」と「LINEマンガ」コラボ　“超説超次元”アクション”. MANTAN WEB (2023年4月19日). 2023年4月19日閲覧。